# Didone abbandonata (Giuseppe Sarti)
Didone abbandonata è un dramma per musica in tre atti del compositore Giuseppe Sarti su libretto di Pietro Metastasio, basato a sua volta sulla storia di Didone ed Enea raccontata nell'Eneide di Virgilio.
L'opera fu rappresentata per la prima volta durante l'inverno 1762 al Teatro Reale di Copenaghen e fu composta per volere della corte reale danese dell'epoca.
Questa fu una delle tante messe in musica del libretto della Didone abbandonata (la prima fu quella di Domenico Sarro nel 1724). In seguito lo stesso Sarti produsse una seconda versione del dramma, che venne rappresentata al Teatro Obizzi di Padova nel giugno del 1782.